# Långtjärnen (Orsa socken, Dalarna, 679644-145556)
Långtjärnen är en sjö i Orsa kommun i Dalarna och ingår i Dalälvens huvudavrinningsområde.